# Banda Municipal de Música de Palma
La Banda Municipal de Música de Palma és una agrupació musical professional amb seu a Palma (Mallorca, Illes Balears), fundada l'any 1966. El seu director és Francisco Valero-Terribas, titular des de 2019.
Des de 2020 el conjunt va adoptar el nom artístic de SimfoVents Palma, mantenint el nom tradicional a nivel institucional.

## Història
La presentació oficial del conjunt va tenir lloc el 22 de desembre de 1966 al Teatre Principal de Palma sota la direcció del seu primer director titular, Julio Ribelles. El nom inicial del conjunt era Banda de la Policia Municipal i tenia una plantilla de 45 músics, el qual s'ha mantingut fins avui amb el mateix nombre de components.

## Activitats
La Banda Municipal realitza tota una sèrie d'activitats de caràcter cultural, educatiu i protocol·lari.
D'una banda, hi ha la temporada de concerts d'hivern en què les actuacions es duen a terme principalment en espais tancats. Aquests són, principalment, l'auditori del Conservatori Superior de Música de les Illes Balears, l'Auditòrium o l'esmentat Teatre Principal. De l'altra, la temporada d'estiu (Concerts al carrer), amb actuacions a l'aire lliure a diversos punts de la ciutat aprofitant el bon temps, com ara la Plaça Major, l'espai de Ses Voltes, el Castell de Bellver, els patis de la Casa de Misericòrdia o del Palau de l'Almudaina, els jardins de s'Hort del Rei, i d'altres.
A més del calendari de concerts de temporada, la Banda també intercala actuacions fora de programa: didàctics per a escoles, concerts monogràfics, i altres actes extraordinaris que realitzen tant a Palma com a altres poblacions. Finalment, participa en actes oficials en els quals les autoritats municipals requereixen la seva presència. Entre ells destaquen la Festa de l'Estendard i les processons de Setmana Santa.

## Col·laboracions
Amb la banda hi han col·laborat directors convidats, com ara Bernat Adam Ferrero, Derek Bourgeois, Francisco Hernández, José Mut, José Rafael, Bernabé Sanchis, Lluís Sanjaime o Rafael Sanz-Espert. En qualitat de solistes ho han fet la pianista Colette Truyol, els trompetistes Rubén Marqués i Rubén Simeó, el clarinetista Enrique Pérez Piquer, el trompista Juan Manuel Gómez de Edeta i el dolçainer Xavier Richart.
També hi han col·laborat cantants lírics, com ara els tenors Antonio Aragón i Pedro Fuentes; les sopranos Helen Field, Joana Llabrés, Francisca Quart i Dolores Vercher; el baríton Andrés del Pino, i la mezzosoprano Sylvia Corbacho. Finalment, quant a conjunts vocals destaquen les actuacions amb corals com la Coral Universitat de les Illes Balears i la Capella Mallorquina de Palma.

## Gravacions
L'any 2004 la formació fou convidada per Radio Nacional de España a participar en el V Cicle de Concerts de Bandes de Música organitzat pel mateix ens, ocasió en la qual va actuar al Palau de la Música de València. Va ser seleccionada per a la gravació del cedé Plaza Mayor. Bandas de España, editat pel segell discogràfic RTVE Música el 2005.

## Estrenes
Dins dels programes de la Banda destaca l'estrena amb regularitat de noves obres, tant de compositors actuals com obres inèdites d'autors pretèrits. Amb especial èmfasi en la difusió de la música de les Illes Balears, amb l'estrena i gravació d'obres de compositors com ara Derek Bourgeois, David León, Miquel Marquès, Baltasar Moyà, Bartomeu Oliver, Enrique Pastor o Antoni Torrandell.

## Directors
Des de la seva creació, la Banda ha comptat con els directors següentsː
- Julio Ribelles Brunet (1966-1987)
- Bernabé Sanchis Sanz (1972-1973, en funcions)
- Ángel Martínez (1987-1989, en funcions)
- Daniel Martínez (1989-1999)
- Ramon Juan Garrigós (1999-2002, en funcions)
- Juan Giménez Cerezo (2002-2013)[10]
- Salvador Sebastià López (2013-2016)[11]
- Mario Errea del Pago (2015-2016, en funcions)
- Juan Miguel Romero Llopis (2016-2018)[12]
- Josep-Joaquim Esteve Vaquer (2018-2019, en funcions)
- Francisco Valero-Terribas (2019-)[13]

### Subdirectors
- Bernabé Sanchís Sanz (1966-1976)
- Ángel Martínez (1986-1999)
- Ramon Juan Garrigós (1999-2012)
- Mario Errea del Pago (2012-2017)
- Josep-Joaquim Esteve Vaquer (2014-)